# Prix du Québec
Prix du Québec (em português, prêmios do Quebec) são treze premiações fornecidas pelo governo do Quebec para indivíduos que se destacaram na ciência e na cultura. 
Fundado em 1977, o governo de Quebec anualmente concede sete prêmios na área cultural e seis na área científica.

## Premiações culturais
- Prix Albert-Tessier
- Prix Athanase-David
- Prix Denise-Pelletier
- Prix Georges-Émile-Lapalme
- Prix Gérard-Morisset
- Prix Guy-Mauffette
- Prix Paul-Émile-Borduas

## Premiações científicas
- Prix Armand-Frappier
- Prix Léon-Gérin
- Prix Lionel-Boulet
- Prix Marie-Andrée-Bertrand
- Prix Marie-Victorin
- Prix Wilder-Penfield